# NAACP Image Awards de 2025
A 56.ª cerimônia do NAACP Image Awards (no original em inglês: 56th NAACP Image Awards ou 2025 NAACP Image Awards) ocorreu em 22 de fevereiro de 2025 no Centro de Convenções de Pasadena, na Califórnia, Estados Unidos. A premiação foi estabelecida em 1967 pela Associação Nacional para o Progresso de Pessoas de Cor (NAACP) para reconhecer as contribuições de diversos afro-americanos em diversas áreas de conhecimento, sociedade e cultura. A cerimônia desta edição ocorreu ao longo de duas noites de evento que foram televisionadas pela emissora televisiva BET (que também organiza anualmente os Prêmios BET) e pela CBS. A edição contou com a apresentação do ator e comediante Deon Cole.
As indicações para a edição dos prêmios foram anunciadas gradualmente entre 22 de agosto e 8 de novembro do ano anterior. Por outro lado, as categorias submetidas à votação pública foram abertas para votação por internet em 7 de janeiro e encerradas em 7 de fevereiro de 2025, dias antes da premiação. O filme de drama The Piano Lesson, dirigido por Malcolm Washington, foi a obra com maior número de indicações da edição. Entretanto, o filme The Six Triple Eight, dirigido por Tyler Perry, acabou por conquistar a categoria de Melhor Filme. A cantora estadunidense Beyoncé foi a artista mais premiada da edição, conquistando 2 prêmios e totalizando 27 prêmios vencidos em toda a sua história de indicações na premiação.

## Vencedores e indicados
Abaixo estão os vencedores e demais indicados em cada uma das categorias dos Prêmios NAACP Image de 2025. Os vencedores encabeçam as listagens de indicações de cada categoria e estão destacados em negrito. 

### Cinema
| Melhor Filme | Melhor Diretor em Cinema |
| --- | --- |
| - The Six Triple Eight - Bad Boys: Ride or Die - Bob Marley: One Love - The Piano Lesson - Wicked | - RaMell Ross (Nickel Boys) - Jeymes Samuel (The Book of Clarence) - Malcolm Washington (The Piano Lesson) - Reinaldo Marcus Green (Bob Marley: One Love) - Steve McQueen (Blitz) |
| Melhor Ator | Melhor Atriz |
| - Martin Lawrence (Bad Boys: Ride or Die) - André Holland (Exhibiting Forgiveness) - Colman Domingo (Sing Sing) - John David Washington (The Piano Lesson) - Kingsley Ben-Adir (Bob Marley: One Love)           | - Kerry Washington (The Six Triple Eight) - Cynthia Erivo (Wicked) - Lashana Lynch (Bob Marley: One Love) - Lupita Nyong'o (Um Lugar SIlencioso: Dia Um) - Regina King (Shirley)  |
| Melhor Ator Coadjuvante | Melhor Atriz Coadjuvante |
| - Denzel Washington (Gladiator II) - Brian Tyree Henry (The Fire Inside) - Corey Hawkins (The Piano Lesson) - David Alan Grier (The American Society of Magical Negroes) - Samuel L. Jackson (The Piano Lesson) | - Ebony Obsidian (The Six Triple Eight) - Aunjanue Ellis-Taylor (Nickel Boys) - Danielle Deadwyler (The Piano Lesson) - Lynn Whitfield (Albany Road)                              |
| Melhor Filme Estrangeiro | Melhor Filme Independente |
| - Emilia Pérez - El lugar de la otra - Memoir of a Snail - Dāne-ye anjīr-e ma'ābed - Kipkemboi | - Sing Sing - Albany Road - Exhibiting Forgiveness - Rob Peace - We Grown Now |
| Melhor Performance Revelação | Melhor Elenco |
| - Ebony Obsidian (The Six Triple Eight) - Brandon Wilson (Nickel Boys) - Clarence Maclin (Sing Sing) - Danielle Deadwyler (The Piano Lesson) - Ryan Destiny (The Fire Inside)                                   | - The Six Triple Eight - Bob Marley: One Love - The Book of Clarence - The Piano Lesson - Wicked                                                                                  |

### Televisão
| Melhor Série de Drama | Melhor Série de Comédia |
| --- | --- |
| - Cross - 9-1-1 - Bel-Air - Found - Reasonable Doubt | - Abbott Elementary - How to Die Alone - Poppa's House - The Neighborhood - The Upshaws                                                                                 |
| Melhor Ator em Série de Drama | Melhor Atriz em Série de Drama |
| - Michael Rainey Jr. (Power Book II: Ghost) - Aldis Hodge (Cross) - Donald Glover (Mr. & Mrs. Smith) - Harold Perrineau (FROM) - Jabari Banks (Bel-Air)                                                | - Queen Latifah (The Equalizer) - Angela Bassett (9-1-1) - Emayatzy Corinealdi (Reasonable Doubt) - Shanola Hampton (Found) - Zoe Saldaña (Lioness)                     |
| Melhor Ator Coadjuvante em Série de Drama | Melhor Atriz Coadjuvante em Série de Drama |
| - Cliff Smith (Power Book II: Ghost) - Adrian Holmes (Bel-Air) - Isaiah Mustafa (Cross) - Jacob Latimore (The Chi) - Morris Chestnut (Reasonable Doubt)                                                | - Lynn Whitfield (The Chi) - Adjoa Andoh (Bridgerton) - Coco Jones (Bel-Air) - Golda Rosheuvel (Bridgerton) - Lorraine Toussaint (The Equalizer)                        |
| Melhor Diretor em Série de Drama | Melhor Roteirista em Série de Drama |
| - Rapman (Supacell) - Carl Franklin (Monsters: The Lyle and Erik Menendez Story) - Paris Barclay (Monsters: The Lyle and Erik Menendez Story) - Marta Cunningham (Genius: MLK/X)                       | - Ben Watkins (Cross) - Azia Squire (Bridgerton) - Geetika Lizardi (Bridgerton) - Lauren Gamble (Bridgerton) - Donald Glover (Mr. & Mrs. Smith)                         |
| Melhor Ator em Série de Comédia | Melhor Atriz em Série de Comédia |
| - Damon Wayans (Poppa's House) - Cedric The Entertainer (The Neighborhood) - David Alan Grier (St. Denis Medical) - Delroy Lindo (UnPrisoned) - Mike Epps (The Upshaws)                                | - Quinta Brunson (Abbott Elementary) - Ayo Edebiri (The Bear) - Kerry Washington (UnPrisoned) - Natasha Rothwell (How to Die Alone) - Tichina Arnold (The Neighborhood) |
| Melhor Ator Coadjuvante em Série de Comédia | Melhor Atriz Coadjuvante em Série de Comédia |
| - Damon Wayans Jr. (Poppa's House) - Giancarlo Esposito (The Gentlemen) - Kenan Thompson (Saturday Night Live) - Tyler James Williams (Abbott Elementary) - William Stanford Davis (Abbott Elementary) | - Danielle Pinnock (Ghosts) - Ego Nwodim (Saturday Night Live) - Janelle James (Abbott Elementary) - Sheryl Lee Ralph (Abbott Elementary) - Wanda Sykes (The Upshaws)   |

### Música
| Melhor Álbum | Melhor Artista Revelação |
| --- | --- |
| - Cowboy Carter — Beyoncé - Alligator Bites Never Heal — Doechii - Cape Town to Cairo — PJ Morton - Coming Home — Usher - Glorious — GloRilla | - Doechii - Myles Smith - Samoht - Shaboozey - Tyla |
| Melhor Artista Masculino | Melhor Artista Feminina |
| - Chris Brown - J. Cole - Kendrick Lamar - October London - Usher | - Beyoncé - Coco Jones - Doechii - GloRilla - H.E.R. |
| Melhor Dupla ou Grupo (Tradicional) | Melhor Dupla ou Grupo (Contemporâneo) |
| - "Summertime" — Adam Blackstone e Fantasia - "Watcha Done Now" — Leela James e Kenyon Dixon - "God Problems (Not by Power)" — Maverick City Music e Miles Minnick - "Made for Me" — Muni Long e Mariah Carey - "Thankful" — Sounds of Blackness, Jamecia Bennett e Buddy McLain | - "Piece of My Heart" — Wizkid e Brent Faiyaz - "In My Bag" — FLO e GloRilla - "Rain Down on Me" — GloRilla, Kirk Franklin, Maverick City Music, Kierra Sheard e Chandler Moore - "Coming Home" — Usher e Burna Boy - "SOS (Sex on Sight)" — Victoria Monét e Usher |
| Melhor Canção de Soul/R&B | Melhor Canção de Hip Hop/Rap |
| - "Residuals" — Chris Brown - "16 Carriages" — Beyoncé - "Here We Go (Uh Oh)" — Coco Jones - "I Found You" — PJ Morton - "Saturn" — SZA | - "Not Like Us" — Kendrick Lamar - "Mamushi" — Megan Thee Stallion e Yuki Chiba - "Murdergram Deux" — LL Cool J e Eminem - "Noid" — Tyler, the Creator - "Yeah Glo!" — GloRilla                                                                                     |
| Melhor Canção Estrangeira | Melhor Vídeo Musical |
| - "Hmmm" — Chris Brown e Davido - "Close" — Skip Marley - "Jump" — Tyla - "Love Me JeJe" — Tems - "Piece of My Heart" — Wizkid e Brent Faiyaz | - "Not Like Us" — Kendrick Lamar - "Alright" — Victoria Monét - "Alter Ego (ALTERnate Version)" — Doechii e JT - "Boy Bye" — Chloe Bailey - "Yeah Glo!" — GloRilla                                                                                                  |
| Melhor Banda Sonora Original | Melhor Álbum de Banda Sonora |
| - Star Wars: The Acolyte — Michael Abels - Challengers — Trent Reznor e Atticus Ross - Dune: Part Two — Hans Zimmer - The American Society of Magical Negroes — Michael Abels - The Book of Clarence — Jeymes Samuel                                                             | - Wicked: The Soundtrack - Bob Marley: One Love - Genius: MLK/X (Songs from the Original Series) - Reasonable Doubt: Season 2 (Original Soundtrack) - The Book of Clarence: The Motion Picture Soundtrack                                                           |